# Liste der Bodendenkmäler in Merching
Auf dieser Seite sind die Bodendenkmäler in der schwäbischen Gemeinde Merching zusammengestellt. Diese Tabelle ist eine Teilliste der Liste der Bodendenkmäler in Bayern. Grundlage ist die Bayerische Denkmalliste, die auf Basis des Bayerischen Denkmalschutzgesetzes vom 1. Oktober 1973 erstmals erstellt wurde und seither durch das Bayerische Landesamt für Denkmalpflege geführt wird. Die folgenden Angaben ersetzen nicht die rechtsverbindliche Auskunft der Denkmalschutzbehörde.

## Bodendenkmäler der Gemeinde Merching

### Bodendenkmäler in der Gemarkung Brunnen
| Lage               | Objekt | Akten-Nr.     | Bild |
| ------------------ | --- | ------------- | ---- |
| Brunnen (Standort) | Siedlung des Neolithikums, der Bronzezeit und Latènezeit. Siehe auch: Neolithikum, Bronzezeit, Latènezeit | D-7-7731-0051 |      |

### Bodendenkmäler in der Gemarkung Hochdorf
| Lage                            | Objekt | Akten-Nr.     | Bild |
| ------------------------------- | --- | ------------- | ---- |
| Hochdorf (Standort)             | Körpergräber des frühen Mittelalters. | D-7-7732-0033 |      |
| Hochdorf (Standort)             | Siedlung der Bronzezeit und Urnenfelderzeit. | D-7-7732-0045 |      |
| Hochdorf Kirchberg 3 (Standort) | Mittelalterliche und frühneuzeitliche Befunde im Bereich der Katholischen Pfarrkirche St. Peter und Paul in Hochdorf. Siehe auch: Hochdorf (Merching) | D-7-7732-0062 |      |

### Bodendenkmäler in der Gemarkung Merching
| Lage                                     | Objekt | Akten-Nr.     | Bild                                          |
| ---------------------------------------- | --- | ------------- | --------------------------------------------- |
| Merching (Standort)                      | Grabenwerk vor- und frühgeschichtlicher Zeitstellung. Siehe auch: Grabenwerk                                                                  | D-7-7731-0013 |                                               |
| Merching (Standort)                      | Siedlung vor- und frühgeschichtlicher Zeitstellung.                                                                                           | D-7-7731-0014 |                                               |
| Merching (Standort)                      | Grabenwerk und Siedlung vor- und frühgeschichtlicher Zeitstellung.                                                                            | D-7-7731-0015 |                                               |
| Merching (Standort)                      | Grabhügel vorgeschichtlicher Zeitstellung. Siehe auch: Hügelgrab                                                                              | D-7-7731-0019 |                                               |
| Merching (Standort)                      | Siedlung vor- und frühgeschichtlicher Zeitstellung.                                                                                           | D-7-7731-0020 |                                               |
| Merching (Standort)                      | Siedlung vor- und frühgeschichtlicher Zeitstellung.                                                                                           | D-7-7731-0029 |                                               |
| Merching (Standort)                      | Straße der römischen Kaiserzeit. Siehe auch: Römische Kaiserzeit                                                                              | D-7-7731-0043 |                                               |
| Merching (Standort)                      | Mittelalterlicher Burgstall. Siehe auch: Burgstall                                                                                            | D-7-7731-0047 |                                               |
| Merching (Standort)                      | Körpergräber des Frühmittelalters. Siehe auch: Körpergrab                                                                                     | D-7-7731-0053 |                                               |
| Merching (Standort)                      | Siedlung der Altheimer Gruppe. Siehe auch: Altheimer Gruppe                                                                                   | D-7-7731-0054 |                                               |
| Merching (Standort)                      | Siedlung des Neolithikums, der Bronzezeit, der Latènezeit und der römischen Kaiserzeit. Siehe auch: Latènezeit                                | D-7-7731-0057 |                                               |
| Merching (Standort)                      | Siedlung vorgeschichtlicher Zeitstellung. | D-7-7731-0179 |                                               |
| Merching (Standort)                      | Villa rustica der römischen Kaiserzeit. Siehe auch: Villa rustica (Merching)                                                                  | D-7-7731-0225 |                                               |
| Merching (Standort)                      | Siedlung des Neolithikums, der Bronzezeit und der Hallstattzeit.                                                                              | D-7-7731-0264 |                                               |
| Merching Hauptstraße 16, 16 a (Standort) | Mittelalterliche und frühneuzeitliche Befunde im Bereich der Katholischen Pfarrkirche St. Martin in Merching und ihres befestigten Kirchhofs. | D-7-7731-0272 | Mittelalterliche und frühneuzeitliche Befunde |
| Merching (Standort)                      | Siedlung vorgeschichtlicher Zeitstellung. | D-7-7732-0063 |                                               |

### Bodendenkmäler in der Gemarkung Mering
| Lage              | Objekt                         | Akten-Nr.     | Bild |
| ----------------- | ------------------------------ | ------------- | ---- |
| Mering (Standort) | Siedlung des Jungneolithikums. | D-7-7731-0194 |      |

### Bodendenkmäler in der Gemarkung Steinach b.Mering
| Lage                                           | Objekt | Akten-Nr.     | Bild |
| ---------------------------------------------- | --- | ------------- | ---- |
| Steinach b.Mering (Standort)                   | Grabhügel vorgeschichtlicher Zeitstellung.                                                                     | D-7-7732-0006 |      |
| Steinach b.Mering (Standort)                   | Siedlung der Bronzezeit.                                                                                       | D-7-7732-0014 |      |
| Steinach b.Mering (Standort)                   | Siedlung der Hallstattzeit, Siedlung und Ziegelei der römischen Kaiserzeit.                                    | D-7-7732-0041 |      |
| Steinach b.Mering (Standort)                   | Siedlung vorgeschichtlicher Zeitstellung.                                                                      | D-7-7732-0064 |      |
| Steinach b.Mering (Standort)                   | Siedlung der römischen Kaiserzeit.                                                                             | D-7-7732-0065 |      |
| Steinach b.Mering Hausener Straße 6 (Standort) | Mittelalterliche und frühneuzeitliche Befunde im Bereich der Katholischen Pfarrkirche St. Gangulf in Steinach. | D-7-7732-0067 |      |